# Zr.Ms. Dolfijn (1993)
De Zr.Ms. Dolfijn is een Nederlandse onderzeeboot van de Walrusklasse, gebouwd door de Rotterdamse scheepswerf RDM. Van april tot juli 1999 patrouilleerde de Dolfijn voor de kust van het toenmalige Joegoslavië. De belangrijkste taken van de Dolfijn waren het beschermen van de NAVO-eenheden in het gebied en het observeren van eventuele activiteiten van de marine van het toenmalige Joegoslavië.

## Trivia
In februari 2005 verbleef Angelien Eijsink, lid van de Tweede Kamer, vijf dagen aan boord van de Dolfijn. Ze maakte aan boord een NAVO-oefening mee voor de kust van Noorwegen. Eijsink was daarmee de eerste Nederlandse vrouw die langere tijd aan boord van een onderzeeboot verbleef. 